# Margarodesia desmieri
Margarodesia desmieri är en insektsart som beskrevs av Imré Foldi 1981. Margarodesia desmieri ingår i släktet Margarodesia och familjen pärlsköldlöss. Inga underarter finns listade i Catalogue of Life.